# Hubert Kause
Hubert Kause (Amsterdam, oktober 1936) is een Nederlandse architect.
Hij vergaarde in de jaren 1970-80 bekendheid als de architect van Plan Tuikwerd, uitgevoerd in de gelijknamige wijk te Delfzijl. Dit was een experimenteel woningbouwproject dat gold als een van de schaarse lichtpunten van naoorlogse wederopbouwarchitectuur.

## Levensloop
Kause deed een opleiding voor architect aan de Technische Hogeschool in Delft, waar hij in 1969 afstudeerde als bouwkundig ingenieur.
In 1972 startte hij een eigen architectenbureau, het Bureau voor Architectuur en Omgeving Ir. H. Kause, gevestigd in het oude gemeentehuis in Muntendam. Dit bureau hield zich bezig met het ontwikkelen van stedenbouwkundige plannen, het ontwerpen van gebouwen en met het maken van plannen voor renovaties, restauraties en interieurs. 
Een jaar later werd het bureau van Kause het Plan Tuikwerd toegewezen, een groot woningbouwproject van 324 woningen. Het plan was een uitwerking van een ideeënplan die Kause had ontwikkeld voor de zogenaamde E-540, een ontwerpserie voor woningen van verschillende grootte en typen, doch met een standaard pandbreedte van 5,40 meter. Het plan kreeg van de minister van Volkshuisvesting en Ruimtelijke Ordening het predicaat van experimentele woningbouw.
In het begin van de jaren 1980 kreeg Kause op basis van een gentlemen's agreement de klus het toen verlaten pand van het rooms-katholieke Ziekenhuis in Groningen aan een stedelijk herontwikkelingsplan te onderwerpen. Die plannen kwamen er, maar toen de sloop moest beginnen had de kraakbewegingen het complex ingenomen. Na jarenlang onderhandeling tussen de gemeente en de krakers, had de gemeente het beleid omgezet om experimenteel met de krakers door te gaan en waren Kause's herontwikkelingsplannen van tafel.
Meer succes had Kause in die periode met de herontwikkeling van een drietal historische Groningse gasthuizen, het Juffer Tette Alberda Gasthuis, het Doopsgezind Gasthuis, en het Juffer Margarethagasthuis. Laatstgenoemde werd in 1990 genomineerd voor de eerste Restauratieprijs van gemeente Groningen.
In 1988 werd een door de Commercieele Club Groningen gemodereerde discussie-avond gehouden over het toenmalige gemeentelijke 'Plan van Aanpak' voor de transformatie van de historierijke, maar destijds verloederende Groningse binnenstad. Daar presenteerde Kause 'als grootstedeling en architect' een visionair stadsbeeld waarin de stad door een divers aanbod een magneetfunctie heeft, waardoor de mensen steeds wil terugkomen "naar dat plekje grond, waar je je zo plezierig voelt". Hij stelde concrete maatregelen voor, die deels in het Plan van Aanpak opgenomen waren, zoals de afbraak van het toenmalige nieuwe stadhuis. Drie decennia later werd in het hart van de stad het door NL Architects ontworpen Forum Groningen gerealiseerd. Dit cultureel centrum, met de bijnaam 'huiskamer van Groningen', is een echo van Kause's visie.

## Oeuvre

### Stedebouwkundige projecten
- 1981: Plan Ten Horn, Veendam. Het project werd gerealiseerd op het voormalig terrein van het fabriekscomplex Ten Horn tussen de A.G. Swartstraat en het beneden Oosterdiep in Veendam. Het bevatte 89 koopwoningen alsook kantoren.[14][15]
- 1983: Stadsvernieuwing voor 2- en 4-kamer woningen op het voormalig R.K.Z. terrein, Verlengde Hereweg, Groningen.[6] Om politieke redenen niet uitgevoerd.[7]

### Architectuur
- 1974-1978: EX 73-163 Delfzijl, Tuikwerd I / Plan Tuikwerd, door Kause i.s.m. stedebouwkundig adviesbureau Ir. Hajema & Partner en gemeente Delfzijl.[16][17][5][18]
- 1981: Districtskantoor voor het Bouwfonds Nederlandse Gemeenten, Laan Corpus den Hoorn 106, Groningen.[19][9]

### Renovaties en restauraties
- Gasthuizen:[8][9]
  - 1986: Juffer Tette Alberda Gasthuis, Groningen. Renovatie tot 5 hofjeswoningen,
  - 1989: Doopsgezind Gasthuis, Nieuwe Boteringestraat 45, Groningen. Het Poortgebouw en 32 hofjeswoningen
  - 1990: Juffer Margarethagasthuis, Haddingestraat 19-21, Groningen. Restauratie van 2 panden met 6 woningen en daarachter gelegen 5 hofjeswoningen.[20]

## Nevenfuncties
- 1975-1977: Voorzitter van Vereniging tot bevordering der Bouwkunst in Groningen.[21]
- 1976-?: Betrokken bij architectenwinkel Veendam.[22]
- 1977-1983: Hoofdbestuurslid van de Bond van Nederlandse Architecten.[23]

## Prijs
- 1990: Margaretha Gasthuis genomineerd voor de eerste Restauratieprijs van de Gemeente Groningen.[10]